# Valle de Copiapó
Valle de Copiapó es una denominación de origen para vinos y otros productos vinícolas procedentes de la subregión vitícola homónima que se ajusten a los requisitos establecidos por el Decreto de Agricultura N.º  464 de 14 de diciembre de 1994, que establece la zonificación vitícola del país y fija las normas para su utilización como denominaciones de origen.
El Valle de Copiapó abarca por entero a la provincia de igual nombre y se encuadra dentro de la región vitícola de Atacama. 
De acuerdo al Catastro Vitícola Nacional del año 2013, la Provincia de Copiapó contaba con 324,94 ha declaradas. De las cuales, 224,97 ha estaban destinadas a la producción pisquera (69,2%), mientras que solo 99.97 ha tenían como destino la producción vitícola (30,8%).